# 華潤新能源控股

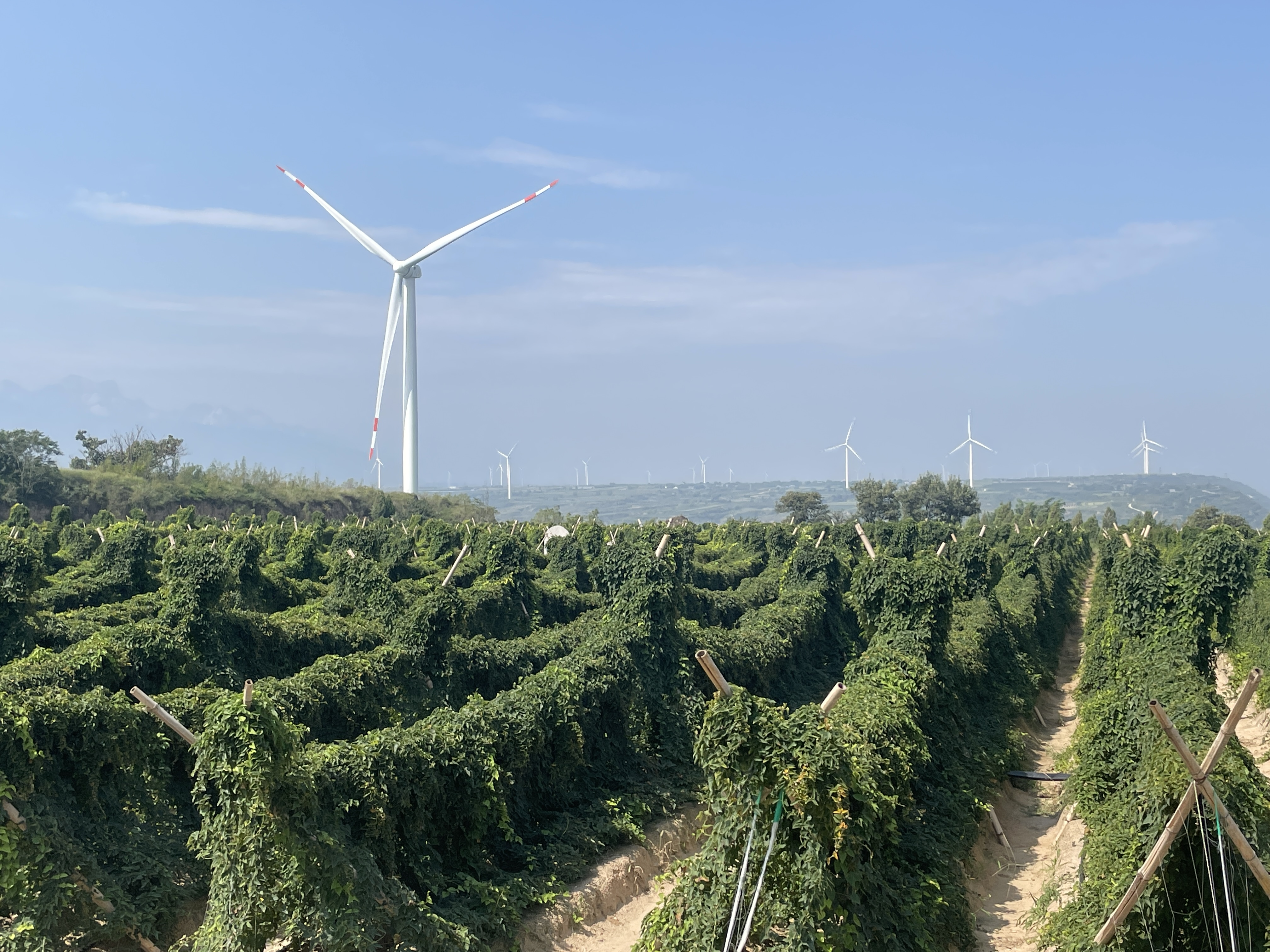
华润新能源渭南潼关风电场

華潤新能源控股有限公司，簡稱華潤新能源，華潤集團旗下華潤電力附屬公司。

## 历史
是在2010年成立，其主要業務核能、風能、太陽能、垃圾能管理。其地方包括華南、華東、華北等地區，現時由张沈文主理所有業務。

## 外部連結
- 華潤新能源控股有限公司